# RTLinux
RTLinux （或称作实时Linux）是Linux中的一种实时操作系统。它由美国新墨西哥州立大学数据挖掘技术学院的V. Yodaiken开发。目前，RTLinux有一个由社区支持的免费版本，称为RTLinux Free（页面存档备份，存于），以及一个来自FSMLabs的商业版本，称作RTLinux Pro（页面存档备份，存于）。
RTLinux通过硬件和操作系统间的中断控制来支持硬实时（确定性）操作。进行确定性处理所需要的中断由实时核心加工，其他中断被送往非实时操作系统。操作系统运行为低优先级线程。先进先出管道（FIFOs）或共享内存可以被用来在操作系统和实时核心之间共享数据。